# Zeankivți, Derajnea
Zeankivți (în ucraineană Зяньківці) este localitatea de reședință a comunei Zeankivți din raionul Derajnea, regiunea Hmelnîțkîi, Ucraina.

## Demografie
Componența lingvistică a localității Zeankivți
     Ucraineană (98,6%)
     Rusă (1,4%)
Conform recensământului din 2001, majoritatea populației localității Zeankivți era vorbitoare de ucraineană (98,6%), existând în minoritate și vorbitori de rusă (1,4%).